# Giovanni Bardis
Giovanni Bardis (* 21. Mai 1987) ist ein französischer Gewichtheber.

## Karriere
Giovanni Bardis nahm an den Olympischen Sommerspielen 2008 in Peking teil, wo er in der Gewichtsklasse bis 77 kg den vierzehnten Platz mit einer Gesamtleistung 329 kg erringen konnte.
Bei der Weltmeisterschaft 2007 belegte der Franzose den 26. Platz in der Kategorie bis 77 kg mit einer Leistung von 325 kg.
Bei der Europameisterschaft 2008 wurde er Fünfter in der Gewichtsklasse bis 77 kg mit einer Gesamtleistung von 325 kg.